# Здание Промбанка (Новосибирск)
Здание Промбанка — здание в Центральном районе Новосибирска, построенное в 1927 году по проекту А. Швидковского, Г. П. Гольца. Реконструировано в 1930-е, 1950-е и более поздние годы, после чего приобрело монументальный характер сталинской неоклассики. Здание формирует южную сторону площади Ленина. Памятник архитектуры федерального значения.
В настоящее время здание занимает мэрия Новосибирска.

## История
Здание построено в 1927 году по проекту А. Швидковского и Г. П. Гольца под руководством инженера С. А. Шестова.
В 1931 году его передали горисполкому. В конце 1930-х годов были надстроены два этажа.
В 1950 году архитекторы В. А. Добролюбов и Н. С. Кузьмин создали проект реконструкции, которая завершилась в 1954 году. Обновлённое здание приобрело черты сталинского неоклассицизма.
В 1972 году по проекту архитекторов С. П. Скобликова и Н. С. Кузьмина к зданию был надстроен ещё один этаж, который первоначально был занят институтом «Новосибгражданпроекта». В 1981 году архитекторы Г. К. Дергай и А. С. Михайлов и другие сделали пристройку шестого этажа со стороны Депутатской улицы.

## Описание
Главный западный фасад здания промбанка обращён к Красному проспекту, северный — к Депутатской улице.
Ш-образное здание стоит на фундаментах, представляющих собой сборные бетонные блоки. Внутренний монолитный каркас сделан из железобетона. Крыша чердачная односкатная со стропилами.
Первоначально у здания были большие окна-витрины. Стилистическое решение заметно поменялось после реконструкции.
Главный фасад с симметричной композицией. Стены здания полностью рустованы.
Пластический рисунок фасадов сформирован накладными пилястрами в четыре этажа высотой, которые завершаются в уровне пятого этажа сложными капителями, украшенными советской символикой.
Карниз здания мощный со значительным выносом.
По всему периметру здания расположен высокий аттик, украшенный со стороны главного фасада нишами с филёнчатым обрамлением и лопатками. Центр аттика по оси симметрии главного фасада декорирован барельефом в виде герба СССР.
На стены здания нанесена камневидная серая штукатурка.

### Интерьер
Планировка здания коридорная. На стенах и потолках некоторых помещений осталась первоначальная лепнина.
Лепными элементами декорирован и кессонированный потолок в вестибюле главного входа.
Потолок в зале столовой декорирован в классическом стиле: по периметру потолка находится карниз с «иониками», балки украшены филёнками.
Стены холла перед большим залом украшены пилястрами, а проёмы дверей обрамлены порталами классического стиля.

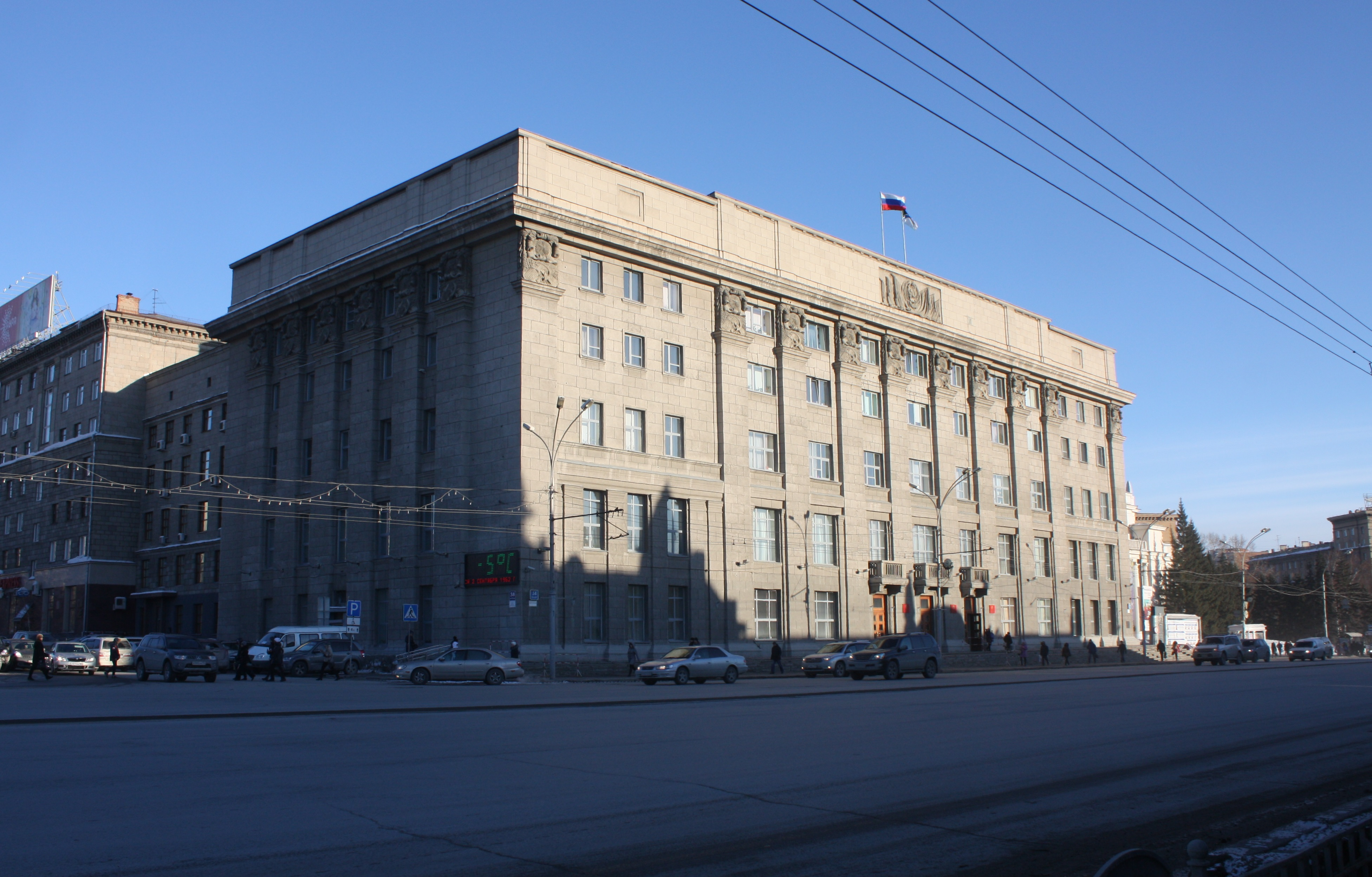
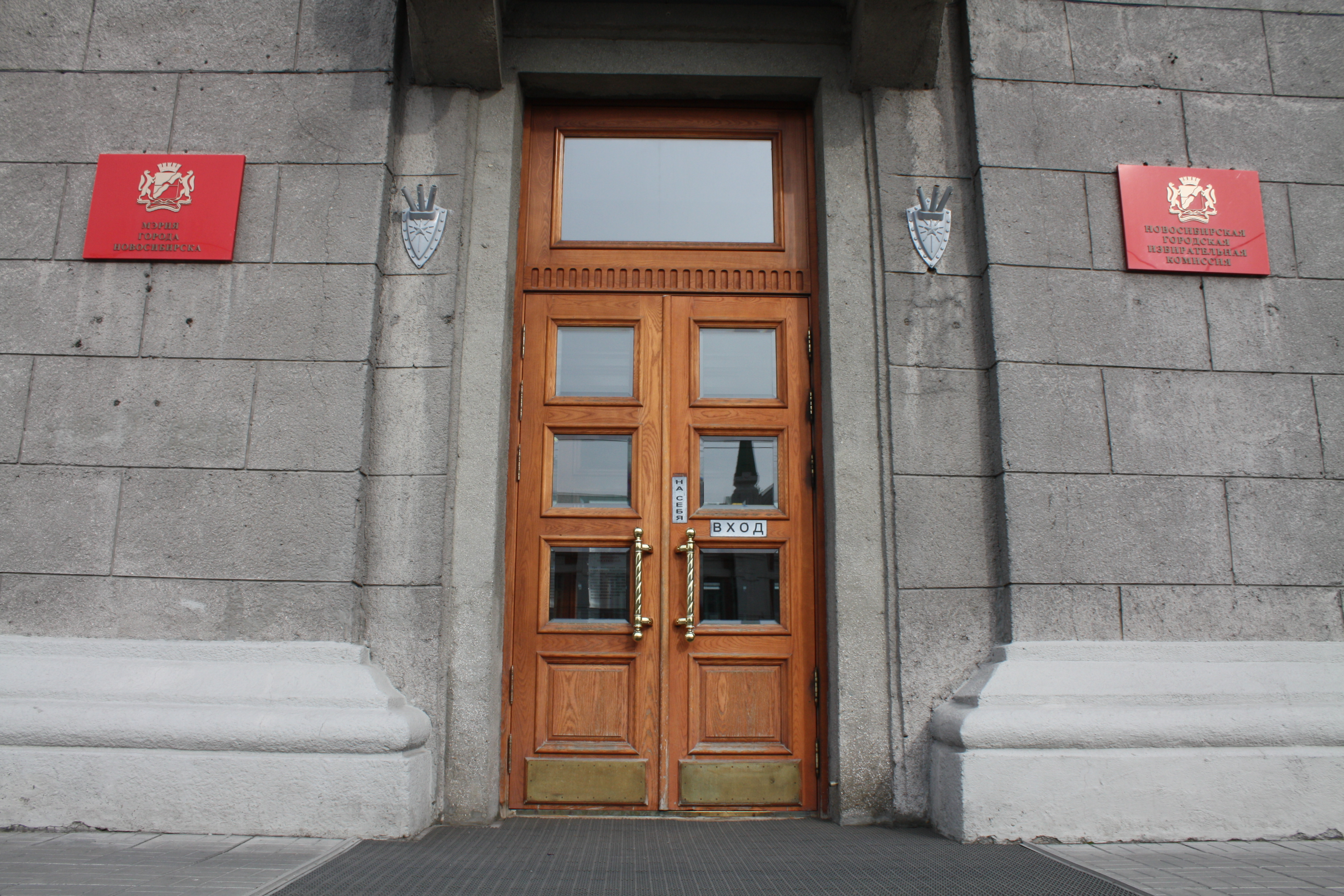